# Frieda von Richthofen
Emma Maria Frieda Johanna von Richthofen, även känd som Frieda Lawrence och Frieda Weekley, född 11 augusti 1879 i Metz i Lothringen, död 11 augusti 1956 i Taos i New Mexico, var en tysk friherrinna. Hon var avlägsen släkting till Manfred von Richthofen (Röde baronen) och Wolfram von Richthofen. Hon var yngre syster till Else von Richthofen.
Frieda von Richthofen gifte sig med filologen Ernest Weekley den 29 augusti 1899 och bosatte sig i Nottingham, där han var professor. Mellan 1902 och 1912 hade hon ett antal kärleksaffärer, med bland andra psykoanalytikern Otto Gross (1907). År 1912 träffade hon författaren D.H. Lawrence, som var student hos hennes make. Efter några månader rymde de utomlands. I maj 1914 gick hennes skilsmässa igenom, och i juli samma år gifte de sig.